# Rattus Norvegicus
Az 1977-es Rattus Norvegicus (más néven The Stranglers IV) a The Stranglers első nagylemeze. A címe eredetileg Dead on Arrival lett volna, az utolsó pillanatban változtatták meg. Az egyik legeladottabb punk-album lett Nagy-Britanniában, megkapta a platina minősítést. 

A cím megfelel a vándorpatkány tudományos nevének.
Az első 20 000 példány mellé csatoltak egy kislemezt, mely a Peasant in the Big Shitty koncertfelvételét, valamint a Choose Susie-t tartalmazta. A lemez mellé két további kislemez jelent meg: a Grip és a Peaches (B-oldalaikon az albumon nem szereplő Go Buddy Go-val), utóbbi az együttes első slágere lett, a brit kislemezlistán a 8. helyig jutott. 2001-ben jelent meg az újrakevert CD-kiadás ezzel a három dallal.
Az album 34 hetet töltött a brit albumlistán, ezalatt a 4. helyig jutott. Szerepel az 1001 lemez, amit hallanod kell, mielőtt meghalsz című könyvben.

## Az album dalai
Az eredeti kiadáson minden dal szerzőjeként a The Stranglerst tüntették fel.
| 1. | Sometimes               | Hugh Cornwell                 | 4:56 |
| 2. | Goodbye Toulouse        | Cornwell, Jean-Jacques Burnel | 3:12 |
| 3. | London Lady             | Cornwell, Burnel              | 2:25 |
| 4. | Princess of the Streets | Burnel                        | 4:34 |
| 5. | Hanging Around          | Burnel, Cornwell              | 4:25 |

| 1. | Peaches                    | Burnel, Cornwell | 4:03 |
| 2. | (Get A) Grip (On Yourself) | Cornwell         | 3:55 |
| 3. | Ugly                       | Burnel           | 4:03 |
| 4. | Down in the Sewer          | Burnel, Cornwell | 7:30 |

## Közreműködők

### The Stranglers
- Hugh Cornwell – gitár, ének (1, 2, 5, 6, 7, 9) és háttérvokál
- Jean-Jacques Burnel – basszusgitár, ének (3, 4, 8, 10, 11) és háttérvokál
- Dave Greenfield – billentyűk (Hammond L100 orgona, Hohner Cembalet elektromos zongora, Minimoog szintetizátor), háttérvokál
- Jet Black – ütőhangszerek

### Vendégzenész
- Eric Clarke – tenorszaxofon a (Get A) Grip (On Yourself)-en

### Produkció
- Martin Rushent – producer
- Alan Winstanley – hangmérnök
- Benny King – asszisztens, keverés
- Doug Bennett – keverés
- Trevor Rogers – fényképek
- Paul Henry – művészi vezetés, művészi munka, borító design

## Fordítás
Ez a szócikk részben vagy egészben a Rattus Norvegicus (album) című angol Wikipédia-szócikk ezen változatának fordításán alapul.  Az eredeti cikk szerkesztőit annak laptörténete sorolja fel. Ez a jelzés csupán a megfogalmazás eredetét és a szerzői jogokat jelzi, nem szolgál a cikkben szereplő információk forrásmegjelöléseként.